# Broiskalmünten
Broiskalmünten ist ein Wohnplatz  im Stadtteil Schildgen von Bergisch Gladbach.

## Lage und Beschreibung
Broiskalmünten liegt an der Voiswinkeler Straße nördlich von Schüllenbusch. Es bildet mit den umliegenden Ortschaften einen geschlossenen Siedlungsbereich, so dass es nicht mehr eigenständig wahrgenommen wird.

## Geschichte
Broiskalmünten, auch Niederkalmünten genannt, war ein Abspliss von Kalmünten. Der Präfix Brois deutet auf einen Sumpf hin („Brois, Broich“ = Sumpf). Aus einer erhaltenen Steuerliste von 1586 geht hervor, dass die Ortschaft Teil der Honschaft Grimßgewalt im Kirchspiel Odenthal war.
Die Topographia Ducatus Montani des Erich Philipp Ploennies, Blatt Amt Miselohe, belegt, dass der Wohnplatz 1715 als Zweihof kategorisiert wurde und mit Bröchcalmünde bezeichnet wurde. Aus Carl Friedrich von Wiebekings Charte des Herzogthums Berg 1789 geht hervor, dass Broiskalmünten zu dieser Zeit Teil von Unterodenthal in der Herrschaft Odenthal war.
Unter der französischen Verwaltung zwischen 1806 und 1813 wurde die Herrschaft aufgelöst. Broiskalmünten wurde politisch der Mairie Odenthal im Kanton Bensberg zugeordnet. 1816 wandelten die Preußen die Mairie zur Bürgermeisterei Odenthal im Kreis Mülheim am Rhein. 
Der Ort ist auf der Topographischen Aufnahme der Rheinlande von 1824 und auf der Preußischen Uraufnahme von 1840 als Brois-Calmünten verzeichnet. Ab der Preußischen Neuaufnahme von 1892 ist er auf Messtischblättern regelmäßig als Broiskalmünten oder ohne Namen verzeichnet. 
| Jahr | Einwohner | Wohn- gebäude | Kategorie  |
| ---- | --------- | ------------- | ---------- |
| 1822 | 13        |               | Ackergüter |
| 1830 | 18        |               | Ackergut   |
| 1845 | 22        | 4             | Ackergüter |
| 1871 | 16        | 3             | Hofstelle  |
| 1885 | 22        | 5             | Wohnplatz  |
| 1895 | 17        | 4             | Wohnplatz  |
| 1905 | 19        | 4             | Wohnplatz  |